# هارون توفكجي
هارون توفَكْجي (بالتركية: Harun Tüfekci)‏, (ولد: 30 يناير 1971, «سيدي شَهير» في قونية, تركيا) سياسي تركي. ونائب سابق في البرلمان التركي لأكثر من دورة ممثلا عن حزب العدالة والتنمية.